# Рондо, Роже
Роже́ Рондо́ (фр. Roger Rondeaux; 15 апреля 1920, Mareuil-le-Port — 24 января 1999, Ла-Рошель) — французский велогонщик, специалист по циклокроссу. Выступал на профессиональном уровне в период 1945—1959 годов, трёхкратный чемпион мира, семикратный чемпион Франции, победитель и призёр многих кроссовых соревнований регионального значения. Также известен по выступлениям в шоссейном велоспорте.

## Биография
Роже Рондо родился 15 апреля 1920 года в коммуне Марёй-ле-Пор департамента Марна, Франция.
Впервые заявил о себе в циклокроссе в 1945 году, став бронзовым призёром французского национального первенства в данной дисциплине.
В 1946 году выиграл серебряную медаль на «Критериум Интернациональ» по циклокроссу.
В 1947 году одержал победу на чемпионате Франции и вновь стал вторым на «Критериум Интернациональ».
В 1948 году вновь выиграл французское национальное первенство и на сей раз занял первое место на «Критериум Интернациональ».
В 1949 году в третий раз подряд победил на чемпионате Франции, во второй раз победил на «Критериум Интернациональ», выиграл соревнования по циклокроссу в городе Петанж.
На впервые организованном чемпионате мира по циклокроссу в Париже завоевал серебряную медаль, пропустив вперёд только соотечественника Жана Робика, имеющего за плечами победу в «Тур де Франс».
В 1951 году выиграл французское и мировое первенства по циклокроссу.
В 1952 году вновь был лучшим на чемпионате Франции и на чемпионате мира, первенствовал на соревнованиях по циклокроссу в Мартини.
В 1953 году помимо очередной победы на чемпионате Франции стал трёхкратным чемпионом мира.
В 1954 году в седьмой раз стал чемпионом Франции по циклокроссу.
Принимал участие в чемпионате мира 1955 года в Саарбрюккене, однако на сей раз попасть в число призёров не смог, показав на финише шестой результат.
Помимо участия в соревнованиях по циклокроссу, Рондо также регулярно выступал в гонках на шоссе, в частности становился призёром таких гонок как Circuit du Mont Ventoux, Course de côte du mont Faron и Subida a Arantzazu. В 1959 году входил в состав французской профессиональной команды Peugeot-BP-Dunlop, хотя каких-то значительных успехов с ней не добился.
Умер 24 января 1999 года в городе Ла-Рошель департамента Приморская Шаранта в возрасте 78 лет.